# پرسی بربنیا
پرسی بربنیا (نام علمی: Persea borbonia) نام یک گونه از تیره برگ‌بوئیان است.